# TUTY
TUTY byl český dětský televizní kanál vysílající prostřednictvím DVB-T, satelitu a kabelových sítí. Provozovatelem kanálu byla společnost TUTY Broadcasting, a.s.. Televize cílila na diváky ve věku od 4 do 17 let. Televize TUTY měla za cíl nabídnout to nejlepší z televize a internetu. Ve vysílání dominovaly akviziční, především animované, seriály americké, japonské a asijské produkce. Programovou náplň doplňovaly videoklipy, pořady vlastní tvorby a videa produkované známými youtubery.  
Hlavními moderátory byli Vojta Přívětivý, zpěvák Tomáš Chudoba (Timmy White) a známý dabér a herec Jindřich Žampa.

## Historie
Zkušební vysílání s nekódovanou promo smyčkou přes satelitní systém Astra bylo spuštěno 15. května 2017. O týden později se objevilo také v terestrické síti.
Televizní stanice TUTY odstartovala symbolicky na Den dětí 1. června 2017 v 5.30 hodin prostřednictvím DVB-T, satelitu a kabelových sítí. Satelitní signál stanice byl zakódován systémem Viaccess Orca. Se zahájením vysílání byly spuštěny webové stránky, na kterých je dostupné také živé vysílání. Licence provozovateli umožňuje vysílat internetový stream pro české i slovenské diváky. Vysílání probíhalo z prostor Českého metrologického institutu v Praze-Chodově. Televize po technické stránce spolupracovala se společností 11 TV Production, spoluzakladatelů hudebních televizních kanálů Óčko a Retro Music Television, která je odpovědná za odbavení signálu. Rozjezd stanice vyšel na téměř 30 milionů korun, návratnost investic byla spočítána na tři roky.
Televize TUTY vysílání ukončila nečekaně 12. března 2019 ve 12.00 z ekonomických důvodů.

## TV pořady

### Animované seriály a anime
- Bořek stavitel
- Dennis: postrach okolí
- Freefonix
- Hitparáda animáků
- Huntik
- Karl
- Lovci příšer
- Metapiloti
- PopPixie
- Požárník Sam
- Prezzy
- Regal Academy
- Sandra, pohádkový detektiv
- Teletubbies
- Vesmírný ochránce Roger*
- Winx Club
- Wolverine a X-meni
- YoYo
- Yu-Gi-Oh!

### Hrané seriály
- LOL
- Střední škola Degrassi
- Teletubbies

### Youtubeři
- Creepův pořád především
- Hravý svět Marušky
- Kristýnin svět
- Lucky & Yuan: Daily Vlog
- Lukefry

### Ostatní
- Airmagedon
- Tydlity

### Vlastní tvorba
- Backstage
- SpinnerTime
- tuty music
- TUTYriál
- VIP u
- LIKE
- Zapotíš se

## Dostupnost

### Terestrické vysílání
Televize TUTY vysílala terestricky prostřednictvím Regionální sítě 8.

### Satelitní vysílání
| Družice           | Frekvence (GHz), SR, FEC | Platforma | Kódování                            | Vysílací čas (SEČ) | Poznámka |
| ----------------- | ------------------------ | --------- | ----------------------------------- | ------------------ | -------- |
| Astra 3B (23.5°E) | 12.363/V, 29500, 3/4     | Skylink   | Cryptoworks, Irdeto 2, Viaccess 5.0 | 05:30 - 22:00      | [ 7 ]    |

### Kabelová televize
Níže je uveden seznam kabelových sítí, ve kterých byl nabízen program TUTY.

#### Česko
- UPC Česká republika